# Parlamentswahl in Tschetschenien 2016
- KPRF: 2
- SR: 2
- ER: 37

Ergebnis der republikweit stärksten Partei Einiges Russland nach Rajonen, dem Stadtkreis Argun und den Stadtteilen Grosnys

Bei der vorgezogenen Parlamentswahl in Tschetschenien 2016 wurden die 41 Abgeordneten des Tschetschenischen Parlaments für eine Amtszeit von fünf Jahren gewählt. Sie wurde zeitgleich zur Parlamentswahl in Russland 2016 und zur Oberhauptswahl in Tschetschenien 2016 abgehalten und fand somit am 18. September 2016 statt.

## Wahlsystem
Die Wahl findet als Verhältniswahl statt, bei der mehrere Wahllisten in nur einem Wahlkreis für die gesamte Republik Tschetschenien antreten. Die 41 Mandate des Parlaments werden an alle Wahllisten aufgeteilt, die die vorgeschriebene Fünf-Prozent-Hürde überschritten haben.

## Teilnehmer
Um eine Wahlliste zu registrieren, mussten 3328 bis 3661 Unterschriften gesammelt werden, was 0,5 % der Bevölkerung entspricht. Die Anzahl der Kandidaten einer Wahlliste sollte 41 bis 62 Personen betragen:
| Nummer | Partei                                          | Listenkandidaten | Listenführer       | Status      |
| ------ | ----------------------------------------------- | ---------------- | ------------------ | ----------- |
| 1      | Gerechtes Russland                              | 42               | Ismail Denilchanow | registriert |
| 2      | Patrioten Russlands                             | 51               | Magomed Alchasurow | registriert |
| 3      | Einiges Russland                                | 62               | Magomed Daudow     | registriert |
| 4      | Kommunistische Partei der Russischen Föderation | 52               | Muchmad Aschadow   | registriert |

## Ergebnis
| Position              | Partei                                          | Stimmen | Anteil  | Sitze | Sitzanteil |
| --------------------- | ----------------------------------------------- | ------- | ------- | ----- | ---------- |
| 1                     | Einiges Russland                                | 561.132 | 87,66 % | 37    | 90,24 %    |
| 2                     | Gerechtes Russland                              | 36.039  | 5,63 %  | 2     | 4,88 %     |
| 3                     | Kommunistische Partei der Russischen Föderation | 33.981  | 5,31 %  | 2     | 4,88 %     |
| 4                     | Patrioten Russlands                             | 8.580   | 1,34 %  | 0     | 0,00 %     |
| Ungültige Stimmzettel | Ungültige Stimmzettel                           | 425     | 0,07 %  |       |            |
| Summe                 | Summe                                           | 640.157 | 100 %   | 41    | 100 %      |

Zum 1. Juli 2016 wurden 682.282 Wähler in Tschetschenien registriert. Die Wahlbeteiligung betrug mit 640.157 Wählern 94,79 %.

### Wahlrekorde
| Partei                                          | Bester Wahlbezirk | Bestes Wahlergebnis | Schlechtester Wahlbezirk | Schlechtestes Wahlergebnis |
| ----------------------------------------------- | ----------------- | ------------------- | ------------------------ | -------------------------- |
| Einiges Russland                                | Schelkowskoi      | 93,59 %             | Grosny-Leninski          | 83,53 %                    |
| Gerechtes Russland                              | Grosnenski        | 8,57 %              | Sunschenski              | 2,47 %                     |
| Kommunistische Partei der Russischen Föderation | Sunschenski       | 9,06 %              | Schelkowskoi             | 1,71 %                     |
| Patrioten Russlands                             | Argun             | 4,11 %              | Schelkowskoi             | 0,07 %                     |